# Heidemarie Stefanyshyn-Piper
Heidemarie Stefanyshyn-Piper (St. Paul, 7 de fevereiro de 1963) é uma astronauta norte-americana, veterana de duas missões do programa do ônibus espacial e de caminhadas no espaço.
Formada em engenharia mecânica pelo prestigioso Instituto de Tecnologia de Massachusetts, Heidemarie tem a patente de comandante na Marinha dos Estados Unidos e foi selecionada para treinamento de astronauta em 1996, passando dois anos em treinamento no Centro Espacial Lyndon B. Johnson, em Houston, Texas, até ser qualificada como astronauta especialista de missão.  Esta categoria de astronautas é a daqueles que vão ao espaço a bordo dos ônibus espaciais sem serem pilotos ou engenheiros de voo, tendo sua especialidade apenas na montagem, testes, consertos e experimentos das cargas levadas ao espaço e colocadas em órbita ou na Estação Espacial Internacional.
Heidemarie subiu ao espaço em setembro de 2006 como tripulante da Atlantis na missão STS-115, que retomou a montagem da ISS, paralisada após a tragédia com a nave Columbia em 2003. Na missão, ela fez duas caminhadas espaciais, passando um total de doze horas fora da nave.
Poucos dias de pois de sua volta, ela teve dois colapsos quando discursava durante uma cerimônia de boas vindas em sua cidade, provocados pela reajustamento à gravidade da Terra após seus dias na microgravidade do espaço.
Em 15 de novembro de 2008, ela foi novamente ao espaço como especialista de missão da STS-126 Endeavour, onde se encontra no momento, para um trabalho de expansão das acomodações da Estação Espacial, de maneira a permitir que ela seja ocupada por uma tripulação com maior número de astronautas, a partir de 2009.

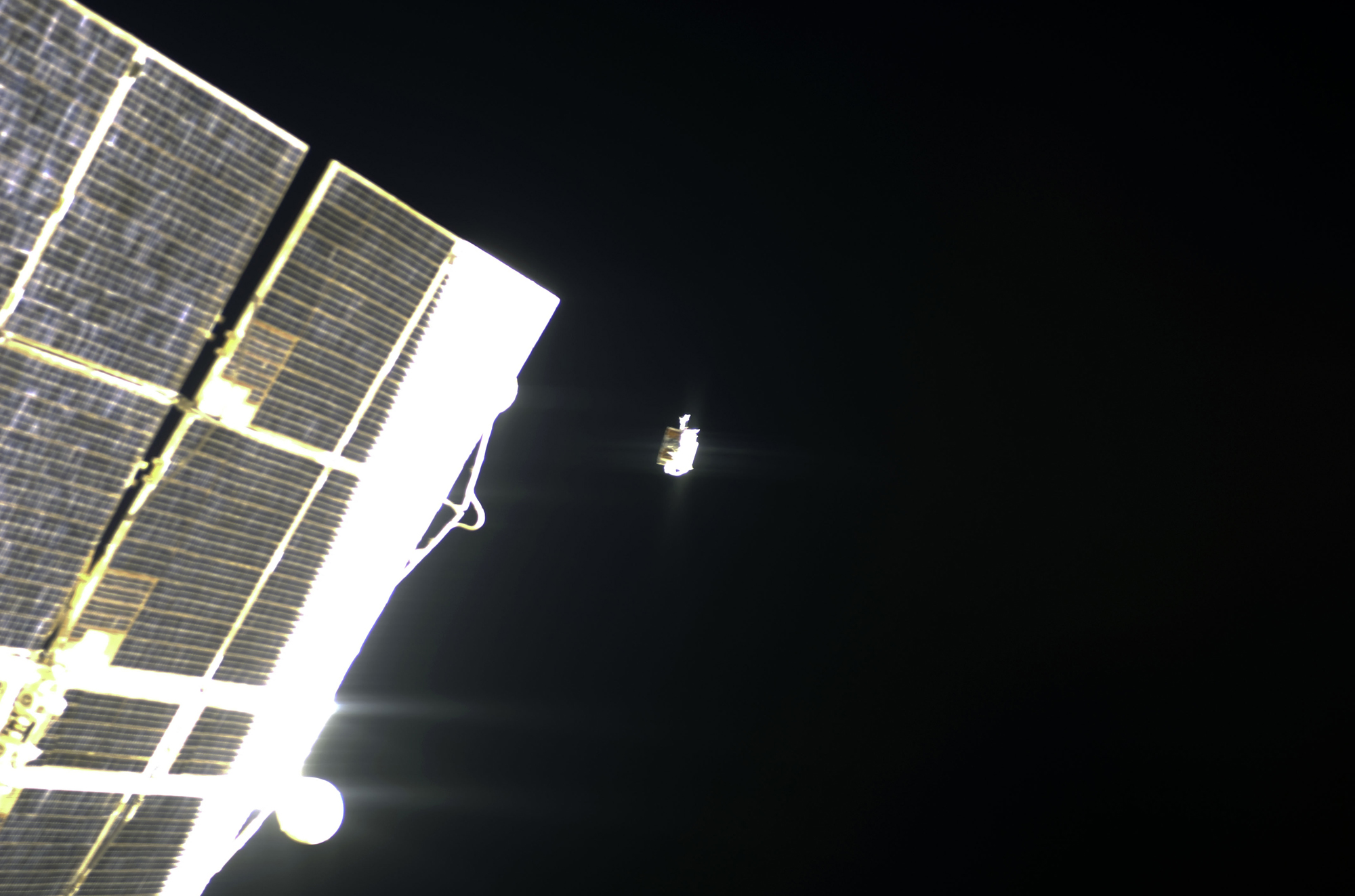
A bolsa de ferramentas de Piper afasta-se da ISS e voa para o infinito.

No dia 18 de novembro, Heidemarie viu seu nome passar a ser conhecido das pessoas comuns na Terra, quando a mídia internacional noticiou um fato inusitado ocorrido durante a primeira de suas atividades extraveiculares. Quando trabalhava fora da estação, ela perdeu sua bolsa de ferramentas após a explosão de um aplicador de graxa; o acidente ocorreu quando ela tentava limpar e liberar uma junta emperrada na ISS.
A bolsa, que é do tamanho de uma mochila, foi um dos maiores objetos já perdidos no espaço. Heide teve que dividir o uso do material com Stephen Bowen, seu colega de tarefa, já que o ocorrido se deu logo no início da operação; muita graxa ter-se-á espalhado pela câmera de vídeo e pelas luvas da astronauta, e o mundo inteiro assistiu às imagens da bolsa escapando de suas mãos e voando para o infinito.
Heidemarie voltou à Terra em 30 de novembro de 2008, junto com a tripulação da STS-126, completando um total de 33 horas de 'caminhadas no espaço' em suas duas missões espaciais. 